# Federación del Voleibol Argentino
La Federación del Voleibol Argentino se creó en 2003 luego de la designación, por parte de la Federación Internacional de Voleibol, para administrar de manera transitoria el voleibol argentino, a un denominado "Grupo de Trabajo". Actualmente rige y organiza ambos seleccionados nacionales, la Selección Masculina Nacional, y la Selección Femenina Nacional. Aparte, también gestiona la Liga Femenina de Vóley Argentino, máximo campeonato nacional para equipos, la Liga Federal Femenina de Voleibol, segunda división nacional para clubes de vóley femenino, la Serie A2, competición masculina de segundo orden nacional y la Serie B1 competición de tercer nivel. La única competencia que la FeVA no organiza es la Serie A1, la cual es gestionada por la ACLAV.
Además de los mencionados, también tiene a cargo a los distintos seleccionados menores, los seleccionados de vóley playa y distintas competencias nacionales formativas.
En 2004 en México el Consejo Directivo de la FIVB reconoció a la Federación del Voleibol Argentino (FeVA) como único ente representativo del voleibol en la Argentina.

## Palmarés
| Títulos (1)                                           | Títulos (1) | Títulos (1)    |
| Competición                                           | Títulos     | Subcampeonatos |
| ----------------------------------------------------- | ----------- | -------------- |
| Campeonato Mundial de Voleibol Masculino Sub-23 (1/0) | 2017.       |                |
| Campeonato Mundial de Voleibol Masculino Sub-21 (0/2) |             | 2011, 2015.    |
| Campeonato Mundial de Voleibol Masculino Sub-19 (0/1) |             | 2015.          |

## Federaciones afiliadas
Actualmente hay 24 federaciones afiliadas a la FeVA, siendo la Federación Fueguina de Voleibol la más reciente en haberse afiliado.
| - Federación Bonaerense de Voleibol - Federación Metropolitana de Voleibol - Federación Catamarqueña de Voleibol - Federación Chaqueña de Voleibol - Federación Chubutense de Voleibol - Federación Cordobesa de Voleibol - Federación Correntina de Voleibol - Federación Entrerriana de Voleibol - Federación Formoseña de Voleibol - Federación Jujeña de Voleibol - Federación Riojana de Voleibol - Federación del Voleibol Pampeano | - Federación Mendocina de Voleibol - Federación del Voleibol de Misiones - Federación Neuquina de Voleibol - Federación Rionegrina de Voleibol - Asociación Salteña de Voleibol - Federación Sanjuanina de Voleibol - Federación Sanluiseña de Voleibol - Federación Santacruceña de Voleibol - Federación Santafesina de Voleibol - Federación Única de Voleibol Asociado de Santiago del Estero - Federación del Voleibol Fueguino - Federación Tucumana de Voleibol |